# Martinshöhle (Iserlohn)
Die Martinshöhle war eine Höhle in Iserlohn-Oestrich. Sie befand sich im Massenkalk des oberen Mitteldevon.
Die Höhle lag im Osthang des Burgberges in der Schledde. Sie hatte eine Gesamtlänge von etwa 35 bis 40 Meter, der Eingang eine Breite von neun Meter und eine Höhe von sechs Meter.
Im Jahre 1875 fand der Bonner Anatom Hermann Schaaffhausen zahllose Steinwerkzeuge in der Höhle. Es konnten Fundhorizonte aus dem Mittelpaläolithikum entdeckt werden. Weitere Untersuchungen erfolgten durch Johann Carl Fuhlrott, Johann Jacob Nöggerath, Ernst Heinrich von Dechen und Emil Carthaus. Professor Julius Andree berichtete von Gerätschaften aus der Altsteinzeit, die in der Höhle gefunden wurden. Hierbei handelte es sich unter anderem um ein Bruchstück einer Knochenharpune, kleine Stichel, Messerchen, Knochenpfrieme und Steinpfrieme.
Um 1912 fiel die Martinshöhle dem Kalksteinabbau zum Opfer.